# دهستان برخوار مرکزی
دهستان برخوار مرکزی نام دهستانی در بخش مرکزی شهرستان برخوار، استان اصفهان در ایران است.

## جمعیت
براساس سرشماری مرکز آمار ایران در سال ۱۳۸۵، جمعیت آن ۸۷۲۱ نفر (۲۲۱۶ خانوار) بوده‌است.